# Arasari wielopręgi
Arasari wielopręgi (Pteroglossus pluricinctus) – gatunek średniej wielkości ptaka z rodziny tukanowatych (Ramphastidae). Zamieszkuje północną część Ameryki Południowej, nie jest zagrożony wyginięciem.

## Zasięg występowania
Arasari wielopręgi występuje w północno-wschodniej Kolumbii i północno-zachodniej oraz południowo-wschodniej Wenezueli, na południe przez niziny do północno-wschodniego Peru (na południe do Ukajali, ale przede wszystkim na północ od rzeki Marañón) i północno-zachodniej Brazylii (na północ od rzeki Solimões, na wschód do północnej części stanu Roraima, do Rio Branco i górnego biegu rzeki Japurá).

## Taksonomia
Gatunek po raz pierwszy opisał brytyjski przyrodnik John Gould w 1835 roku w czasopiśmie „Proceedings of the Zoological Society of London”. Jako miejsce typowe odłowu holotypu Gould wskazał Brazylię; niemieccy ornitolodzy Hans von Berlepsch i Ernst Hartert w 1902 roku ograniczyli miejsce typowe do rzeki Solimões.
Dane genetyczne wskazują, że P. pluricinctus wraz z P. aracari i P. castanotis tworzą monofiletyczną grupę i wszystkie należą do kladu P. torquatus. Z okolic Carapo, nad rzeką Paragua w południowo-wschodniej Wenezueli znana jest żeńska hybryda P. pluricinctus z P. aracari atricollis. Takson monotypowy.

### Etymologia
Nazwa rodzajowa: gr. πτερον pteron – pióro; γλωσσα glōssa – język. Epitet gatunkowy: łac. plus, pluris – dużo, wiele; cinctus – opasać, przepasać, od cingere – otaczać.

## Morfologia
Długość ciała 43–46 cm; masa ciała 215–302 g. Duży, krótkoskrzydły przedstawiciel rodzaju Pteroglossus z charakterystycznymi paskami na spodzie ciała. U samca głowa i gardło czarne z wyjątkiem niewielkiego obszaru za okiem koloru kasztanowatego. Górna część ciała ciemnozielona, kuper koloru czerwonego; dolna część ciała żółta, z czarnym paskiem u góry i czarno-czerwonym na dole, poniżej piersi czerwonawa plama. Golenie kasztanowate, zielone i żółte. Dziób koloru pomarańczowo-żółtego z czarnym paskiem na grzbiecie górnej szczęki, żuchwa koloru czarnego poza pomarańczowo-żółtym pasem u jej podstawy. Naga skóra wokół oka koloru niebiesko-zielonego w różnych odcieniach zieleni; oko żółte. Samica różni się od samca krótszym dziobem. Niewielki obszar za okiem jest bledszy niż u samca i przeciętnie czarny pasek na piersi jest szerszy. Młode osobniki są ogólnie ciemniejsze niż dorosłe ptaki, zwłaszcza na żółtych obszarach, golenie są zielone; dziób szary, brązowy i czarny zaś wzór na dziobie mniej sugestywny niż u dorosłych.

## Ekologia

### Głos
Odzywa się głośnym „seeent”, „seeet” lub „see-yeet”, często w szybkich, luźnych seriach. Funkcja głosu niejasna, lecz prawdopodobnie służy do kontaktowania pomiędzy osobnikami, podczas zachowań agresywnych i w sytuacji zagrożenia; szorstkie odgłosy „bbbrt” przypominają niektóre odgłosy arasari rdzawoszyjego (P. bitorquatus).

### Siedlisko i pokarm
Gatunek prawdopodobnie osiadły, zamieszkujący głównie małe, wilgotne, ale nie zalane lasy pierwotne, zwykle występujący w mniejszych ilościach w várzea i lesie galeriowym. Wzdłuż Andów występuje na wysokości 500–750 m n.p.m.; w południowej Wenezueli, na większych wysokościach w północnych dolinach zastępuje arasari czarnoszyjego; obserwowany do 900 m n.p.m.
Skład diety jest słabo poznany. W żołądku znaleziono szczątki różnych owoców i stawonogów. Pokarm zdobywa w parach, w małych grupach lub pojedynczo, w piętrze koron drzew.

### Lęgi
Według szacunków okres rozrodczy trwa od listopada do marca w Kolumbii i Ekwadorze oraz od marca do października w Brazylii, Wenezueli i prawdopodobnie w Peru. Brak informacji o kształcie gniazda, wielkości lęgu, opiece rodzicielskiej lub jakichkolwiek innych aspektach rozrodczych.

## Status i ochrona
W Czerwonej księdze gatunków zagrożonych Międzynarodowej Unii Ochrony Przyrody został zaliczony do kategorii LC (ang. Least Concern – najmniejszej troski). Globalna wielkość populacji arasari wielopręgiego nie została oszacowana, ale uznaje się go za rzadkiego. Trend liczebności populacji uznawany jest za spadkowy ze względu na wylesianie Amazonii. Gatunek stosunkowo słabo poznany. Występuje w kilku obszarach chronionych, w tym w Parku Narodowym Amacayacu w Kolumbii i rezerwacie faunistycznym Cuyabeno w Ekwadorze. Aby ustalić jakiekolwiek działania ochronne, zachodzi potrzeba uzupełnienia wiadomości o biologii i ekologii tego ptaka.